# Elmadağ (Ankara)
Elmadağ ist eine Gemeinde und ein gebietsmäßig deckungsgleicher İlçe (staatlicher Verwaltungsbezirk) in der Provinz Ankara. Die Gemeinde gehört zur Großstadtkommune Ankara (Ankara Büyükşehir Belediyesi), die alle Gemeinden der Provinz umfasst. Elmadağ ist damit eine Stadtteilgemeinde der Großstadt Ankara und sämtliche Siedlungen des Bezirks gehören als mahalle zur Gemeinde Elmadağ. Der Name bedeutet im Deutschen Apfelberg und ist vom gleichlautenden Namen eines Berges (Elmadağ) im Süden des Bezirks abgeleitet.

## Geographie
Der Bezirk (İlçe) Elmadağ grenzt im Westen an die Bezirke Mamak und Altındağ, im Norden an die Bezirke Akyurt und Kalecik der Provinz Ankara, im Osten an die Provinz Kırıkkale und im Süden an den Bezirk Balâ. Die zentrale Ortschaft liegt 41 km vom Zentrum von Ankara entfernt an der autobahnähnlich ausgebauten Straße von Ankara nach Samsun. Die Landschaft ist großenteils reliefmäßig stark zerklüftet. Die Berge im Norden und Süden des Bezirks erreichen Höhen knapp unter 2000 m.

## Geschichte
Elmadağ existierte als Dorf bereits in osmanischer Zeit und führte den Namen Asi Yozgat. Es wurde seit 400 Jahren in den Gerichtsregistern von Ankara erwähnt und war ein Dorf an einem Engpass (derbent köyü), das Karawanen als Lagerplatz diente. Innerhalb des Sandschaks von Ankara gehörte Asi Yozgat zu dessen zentralem (Merkez) kaza (ursprünglich Gerichts-, später Verwaltungsbezirk, Vorläufer der İlçe) und zur nahiye Kasaba-i Balâ. Im Jahre 1928 wurde Asi Yozat Zentrum eines neugegründeten Bucak. 1936 wurde dieser vom Bezirk Balâ abgetrennt und dem neugebildeten İlçe Çankaya zugeschlagen. 1941 erhielt Asi Yozgat seinen heutigen Namen Elmadağ und 1944 den Status einer Gemeinde (Belediye). 1960 wurde dann der Bucak zum İlçe erhoben. Im Zuge der Zugehörigkeit zur Großstadtkommune Ankara seit 2004 wurden die Dörfer und die beiden Gemeinden des Bezirks (die bis 2007 bestehenden Belediye Hasanoğlan und Yeşildere) in die zentrale Gemeinde sukzessive eingemeindet und 2008 die frühere Gemeinde Lalahan nach Mamak eingegliedert.
Ende 2012 bestanden noch 7 Dörfer (Köy) diese wurden während der Verwaltungsreform 2013 in Mahalles umgewandelt und zu den bestehenden Mahalles hinzugefügt, so dass deren Zahl von 23 auf (derzeit) 30 stieg.